# Kurzdornige Stachelschnecke
Die Kurzdornige Stachelschnecke oder Kurzsprossige Stachelschnecke (Chicoreus brevifrons) ist eine Schnecke aus der Familie der Stachelschnecken (Muricidae), die im Westatlantik verbreitet ist. Sie ernährt sich vor allem von Mollusken.

## Merkmale
Das etwas spindelförmige, dicke und schwere, quer gefurchte und gestreifte Schneckenhaus von Chicoreus brevifrons, das bei ausgewachsenen Schnecken eine Länge von 15 cm erreicht, hat einen bauchigen Körperumgang, ein hohes, konisches Gewinde und ist mit drei Reihen laubartig gefalteter, eher kurzer Sprossen besetzt, zwischen denen jeweils ein großer Höcker sitzt. Das Gehäuse ist weiß und oft mit roten Linien umgeben, doch kann die Farbe variieren. Die Gehäusemündung ist weiß.

## Verbreitung
Die Kurzdornige Stachelschnecke tritt im westlichen Atlantischen Ozean von Florida bis Venezuela und Brasilien, im Golf von Mexiko und im Karibischen Meer auf.

## Lebensraum
Die Kurzdornige Stachelschnecke lebt in geschützten Buchten und Lagunen auf Schlamm neben Austernkolonien und in Mangroven.

## Nahrung
Chicoreus brevifrons frisst insbesondere Muscheln und Schnecken, deren Schale entweder mit der Radula unter Säureeinwirkung durchbohrt oder durch Druckeinwirkung mit dem Fuß des Räubers geöffnet wird. Zu den bevorzugten Beutearten gehören Austern und Archenmuscheln.

## Bedeutung für den Menschen
Chicoreus brevifrons, lange Zeit unter dem Originalnamen Murex brevifrons von Lamarck bekannt, wird wegen seines Gehäuses gesammelt, das als Schmuck verkauft wird. Das Fleisch wird roh oder gekocht gegessen.